# 马蒂亚斯·维甘德
马蒂亚斯·维甘德（德語：Matthias Wiegand，1954年4月22日—），德国男子自行车运动员。他曾代表东德参加1976年和1980年夏季奥林匹克运动会自行车比赛，其中1980年奥运会获得一枚银牌。